# City of Lost Souls
City of Lost Souls är skriven av Cassandra Clare och är den femte och näst sista boken i ungdomsbokserien The Mortal Instruments. Den publicerades för första gången i USA den 8 maj 2012.

## Handling
Vilket pris är för högt att betala, även för kärlek? När Jace och Clary möts igen är Clary förskräckt för att upptäcka att demonen Liliths magi har bundit ihop Jace tillsammans med sin onda bror Sebastian och att Jace har blivit en tjänare av det onda. Och klaven är ute efter att förgöra Sebastian, men det finns inget sätt att skada en pojke utan att skada den andra. Medan Alec, Magnus, Simon och Isabelle försöker att förhandla med drottningen av älvorna, demonerna och de obarmhärtiga Järnsystrarna, för att försöka rädda Jace, så spelar Clary ett farligt spel själv. Priset för att förlora är inte bara sitt eget liv, utan Jaces själ. Hon är villig att göra vad som helst för Jace, men kan hon fortfarande lita på honom? Eller är han verkligen förlorad?